# Thái Anh Văn
Thái Anh Văn (tiếng Trung: 蔡英文; bính âm: Cài Yīngwén; Wade–Giles: Ts’ai Ying-wen, sinh ngày 31 tháng 8 năm 1956 ở huyện Bình Đông, Đài Loan) là cựu Tổng thống Trung Hoa Dân Quốc trong gian đoạn 2016-2024, và là nữ tổng thống đầu tiên của Trung Hoa Dân Quốc.

## Tiểu sử
Bà tốt nghiệp Luật khoa tại Đại học quốc lập Đài Loan (tốt nghiệp năm 1978), Đại học Cornell (thạc sĩ, năm 1980), và Trường Kinh tế và Khoa học Chính trị Luân Đôn (tiến sĩ, năm 1984). Sau khi trở về Đài Loan, bà đã giữ nhiều chức vụ chuyên môn ở nhiều trường đại học cho đến năm 1993, trước khi được bổ nhiệm vào các cơ quan chính quyền.
Bà Thái Anh Văn đã là một trong những người soạn thảo Đặc thù lưỡng quốc luận của tổng thống Lý Đăng Huy. Bà cũng là Phó Chủ tịch Hành chính viện Trung Hoa Dân Quốc (tương đương phó thủ tướng) dưới thời tổng thống Trần Thủy Biển. Bà được cho là không có sức lôi cuốn hay tài ăn nói nhưng thuyết phục mọi người bằng sự chân thành, trí thông minh và lòng kiên trì.

## Tổng tuyển cử Đài Loan 2016
| Đảng      | Đảng                 | Ứng cử viên  | Ứng cử viên     | Phiếu bầu  | Tỷ lệ phần trăm | Tỷ lệ phần trăm |
| --------- | -------------------- | ------------ | --------------- | ---------- | --------------- | --------------- |
| Đảng      | Đảng                 | Tổng thống   | Phó Tổng thống  | Phiếu bầu  | Tỷ lệ phần trăm | Tỷ lệ phần trăm |
|           | Đảng Dân chủ Tiến bộ | Thái Anh Văn | Trần Kiến Nhân  | 6,894,744  | 56.12%          |                 |
|           | Quốc Dân Đảng        | Chu Lập Luân | Vương Như Huyền | 3,813,365  | 31.04%          |                 |
|           | Đảng Thân dân        | Tống Sở Du   | Từ Hân Oánh     | 1,576,861  | 12.84%          |                 |
| Tổng cộng | Tổng cộng            | Tổng cộng    | Tổng cộng       | 12,284,970 | 100%            | 100%            |

Ngày 16 tháng 1 năm 2016, trong cuộc tổng tuyển cử Đài Loan 2016 bà Thái Anh Văn, ứng viên đảng Dân chủ Tiến bộ (DPP) với 56,1% số phiếu đã đánh bại ứng cử viên Chu Lập Luân của Quốc dân đảng (KMT) chỉ đạt 31%. Với chiến thắng đó bà trở thành nữ tổng thống đầu tiên của Trung Hoa Dân Quốc (Đài Loan).
Đảng DPP cũng đạt được 68 ghế so với 35 ghế của Quốc dân đảng trong tổng cộng 113 ghế tại quốc hội.
Ngày 20 tháng 5 năm 2016, bà chính thức tuyên thệ nhậm chức Tổng thống Trung Hoa Dân Quốc.
Bà từ chức Chủ tịch đảng Dân Tiến ngày 26 tháng 11 năm 2022.

## Quan điểm

### Về Trung Quốc và Biển Đông
Trong bài phát biểu sau chiến thắng của cuộc tổng tuyển cử 2016, bà Thái Anh Văn cảnh báo Bắc Kinh: "Hệ thống dân chủ, bản sắc dân tộc và không gian quốc tế của chúng tôi phải được tôn trọng, bất kỳ hình thức đàn áp nào cũng sẽ gây tổn hại mối quan hệ giữa hai bờ eo biển". Ngoài ra, bà Văn cũng kêu gọi tôn trọng tự do hàng hải ở Biển Đông và cùng tìm kiếm một giải pháp hòa bình cho các tranh chấp trên cơ sở luật pháp quốc tế, bao gồm Công ước Liên Hợp Quốc về Luật Biển 1982 (UNCLOS).

### Về vấn đề Đồng tình luyến ái
Xem thêm: Hôn nhân đồng giới ở Đài Loan
Bà Thái Anh Văn đã thể hiện sự ủng hộ cho quyền lợi người đồng tình luyến ái và tán thành hôn nhân đồng tính. Ngày 21 tháng 8 năm 2015, ngày Valentine của Trung Quốc, bà đã phát hành một video vận động, trong đó ba cặp vợ chồng diễn viên đồng tính xuất hiện. Vào ngày 31 tháng 10 năm 2015, khi cuộc diễu hành niềm tự hào đồng tính lớn nhất ở châu Á được tổ chức tại Đài Bắc, bà bày tỏ sự ủng hộ hôn nhân đồng tính, bằng cách đưa một đoạn video dài 15 giây lên trang Facebook của bà, nói "Tôi là Thái Anh Văn, và tôi ủng hộ bình đẳng hôn nhân" và "Hãy để mọi người có thể tự do yêu và theo đuổi hạnh phúc ".

## Đời tư
Ông nội của bà Thái là người gốc Khách Gia, đến từ một gia đình nổi tiếng ở Phương Sơn, Bình Đông, trong khi bà của Thái Anh Văn, từ Sư Tử, Bình Đông, là người Paiwan, một trong những thổ dân Đài Loan có tập quán sống mẫu hệ.
Cha của bà Thái, Thái Khiết Sinh (蔡潔生) sở hữu một doanh nghiệp sửa chữa xe. Mẹ của Thái Anh Văn là Trương Kim Phụng (張金鳳), là người tình cuối cùng trong 4 người tình của cha bà. Bà là con út của 11 đứa con của cha mình, có 3 anh chị em ruột trong số đó; bà cũng có một người anh em cùng mẹ khác cha.
Bà chưa từng kết hôn và không có con, hiện đang sinh sống tại một căn hộ chung cư ở Đài Bắc.
Bà Thái được biết đến như một người yêu mèo, hai con mèo của bà là "Tưởng Tưởng" và "A Tài" nổi bật trong chiến dịch tranh cử của bà. Tháng 10 năm 2016, bà nhận nuôi ba con chó hướng dẫn đường nghỉ hưu, tên là Bella, Bunny và Maru.